# Pearl (Versandhandel)

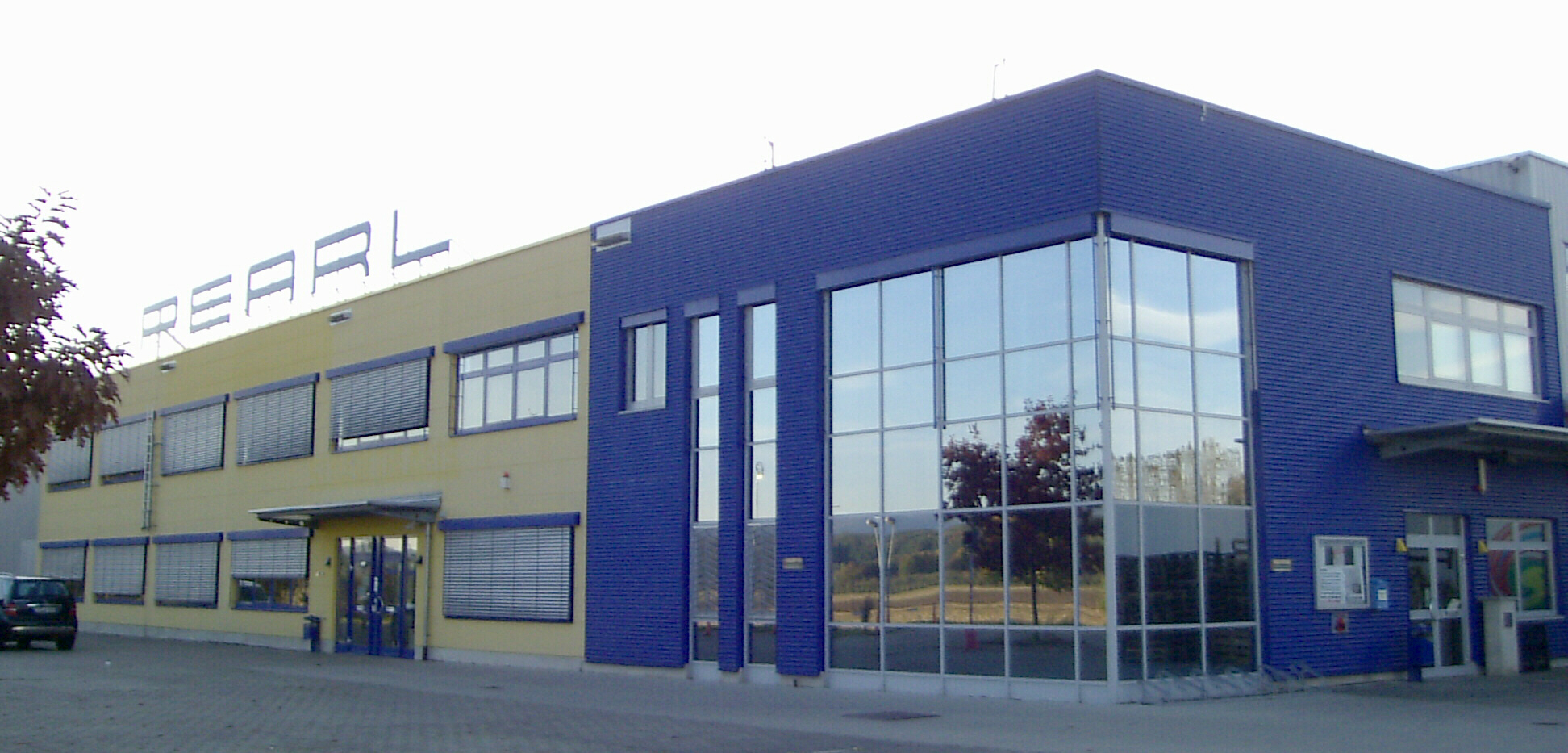
Unternehmenszentrale der Pearl GmbH

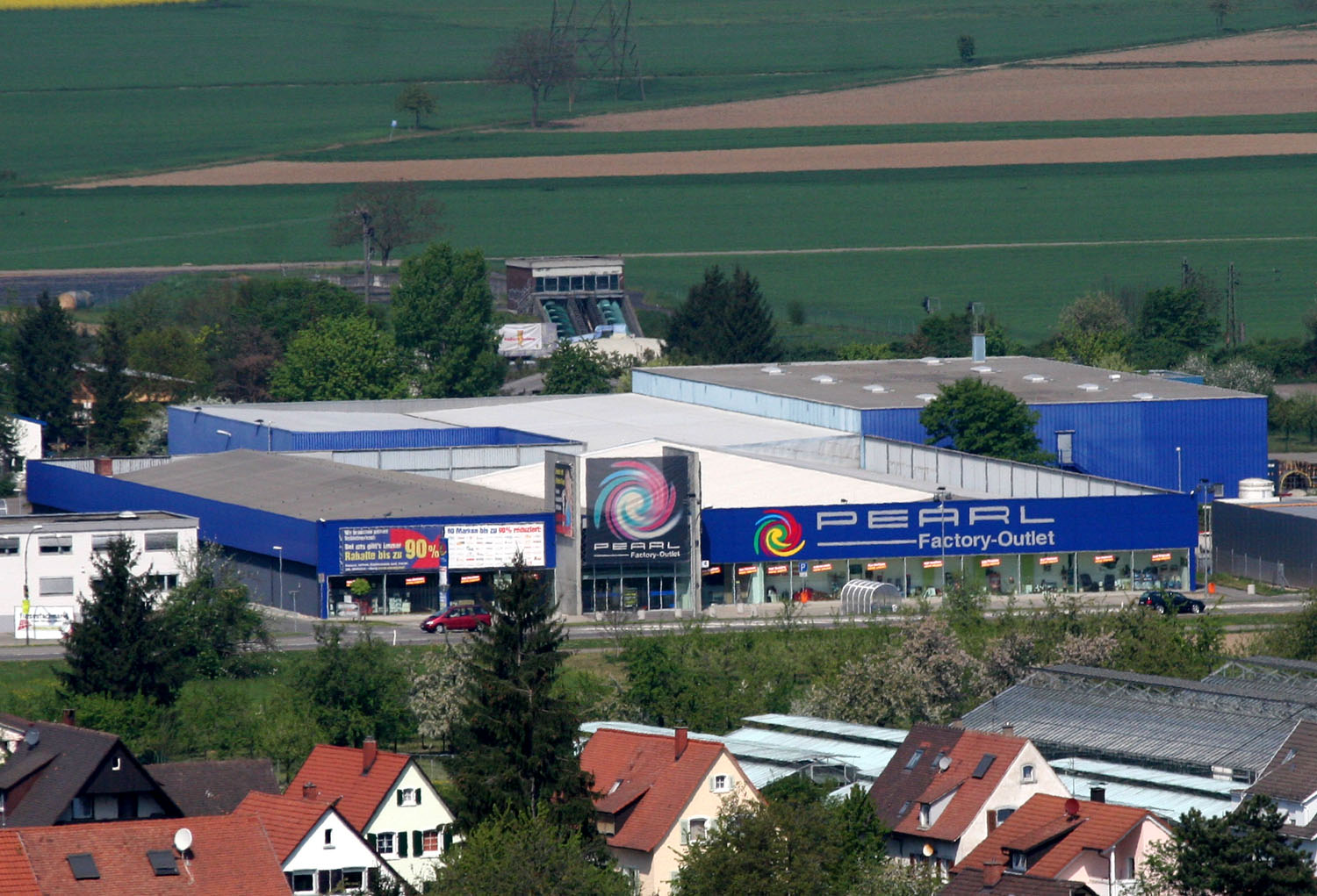
Ehemaliger Fabrikverkauf der Pearl GmbH in Auggen (aufgenommen 2007)

Die Pearl GmbH (Eigenschreibung PEARL; früher Pearl Agency Allgemeine Vermittlungsgesellschaft mbH) ist ein deutsches Versandhaus, das ursprünglich nur PC-Software, -Hardware und -Zubehör angeboten hat, inzwischen auch Artikel aus anderen Bereichen führt, z. B. Haushaltsprodukte. Der Hauptsitz von Pearl befindet sich in Buggingen im Markgräflerland.

## Geschichte
Das Versandhaus Pearl wurde am 6. September 1989 in Sulzburg gegründet und begann als Einmann-Betrieb mit dem Verkauf von Shareware über das Tochterunternehmen Trend Verlag. Anfangs war es das Shareware-Magazin DOS-Trend, welches zu Aufträgen führte. Zu Beginn der 1990er Jahre wurden dann Spiele und Anwenderprogramme in lizenzierter Vollversion – anfangs auf Diskette, später auf CD-ROM – zusammen mit einem Magazin über den Zeitschriftenhandel verbreitet. Auf diesem Wege erschienen 124 Titel mit einer Auflage von über 30 Millionen, beispielsweise DVD-Titel wie Eisenbahn.exe, Alles über eBay und LingoMAXX.
1991 zog die Pearl Agency Allgemeine Vermittlungsgesellschaft mbH nach Buggingen um. In den von Pearl vertriebenen Zeitschriften wurden später auch Hardware, wie Scanner, Modems, Soundkarten usw. angeboten. Die erste Ausgabe des Pearl-Katalogs erschien im Mai/Juni 1995. Ebenfalls 1995 folgte die erste Ausgabe des Spiele-Vollversionen-Magazins Bestseller Games. Ein Jahr später startete Pearl mit einem eigenen Online-Shop und der Domain pearl.de. Mittlerweile wird der Katalog laut Pearl mit einer Auflage von 13 Mio. Exemplaren pro Jahr gedruckt. Die Pearl Communication & Consulting GmbH wurde 1999 gegründet. Mitte 2010 kaufte Pearl das Fabrikgelände der ehemaligen Schokoladenfabrik Gubor in Müllheim und erweiterte die Lagerkapazität vor Ort um 9000 Quadratmeter. Am 10. Mai 2012 hat die Gesellschafterversammlung die Umbenennung in Pearl GmbH beschlossen. Die Änderung wurde am 29. Mai 2012 im Handelsregister bekannt gemacht.

Von 2004 bis Ende 2024 bot Pearl neben dem reinen Versandhandel auch einen Fabrikverkauf „Factory-Outlet“ genannt in Auggen an.

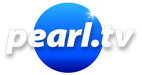
Logo seit 2019

Seit 2012 existiert der Teleshopping-Sender pearl.tv. 
Im August 2017 kaufte Pearl Gewerbeimmobilien in Eschwege sowie in Gittelde, die vormals im Besitz der JAGO AG waren. In der Gewerbeimmobilie in Gittelde (Gemeinde Bad Grund) hat das Unternehmen seit Anfang September 2021 seinen Lager- und Versandstandort mit 12.000 Palettenplätzen in Betrieb genommen.
Einem Spiegel-Bericht aus dem Jahr 2019 zufolge verschickt der Versandhändler in Spitzenzeiten bis zu 100.000 Sendungen pro Tag.

## Niederlassungen
Schwesterunternehmen befinden sich in Frankreich und der Schweiz (60 Beschäftigte). In den nahen Orten Heitersheim und Müllheim befinden sich weitere Niederlassungen. In der Schweiz gab es „Factory Outlets“ in Basel, Pratteln, Egerkingen und Spreitenbach, diese wurden jedoch inzwischen mit Ausnahme der Filiale in Pratteln alle geschlossen.
Über die Website eMall.com, die von Pearl betrieben wird, werden die Produkte auch in Spanien, Italien, Österreich, der Schweiz, Frankreich und in Polen angeboten.